# Eiji Tsuburaya
Eiji Tsuburaya (円谷 英二 Tsuburaya Eiji?,  Sukagawa, 7 de julio de 1901 - Itō, 25 de enero de 1970), nacido como Eiichi Tsumuraya (円谷 英一 Tsumuraya Eiichi?), fue un director japonés especializado en efectos especiales, responsable de numerosas películas de ciencia ficción, incluyendo las películas de Godzilla. También es conocido por ser el principal autor de la serie Ultraman.

## Biografía
Nació en Sukagawa, en la prefectura de Fukushima. Su madre murió siendo Tsuburaya un niño, mientras que su padre debió marcharse a China para atender los negocios familiares. Siendo pequeño asistió a la escuela primaria y empezó a mostrar un gran interés por los aviones. En 1915, a la edad de 14 años, se graduó en el Instituto, y se enroló en la Escuela de vuelo nipona de Haneda, aunque tras el cierre de ésta en 1917 (a causa de la muerte de su director en un accidente) su vida dio un giro. En 1919 conoció al director de cine Yoshiro Edamasa, que le ofreció un puesto de trabajo.
En 1919 su primer trabajo en la industria del cine fue como asistente cinematográfico en la Nippon Katsudou Shashin Kabushiki-kaisha (en español: "Compañía cinematográfica japonesa") de Kioto, que más tarde pasaría a ser conocida como Nikkatsu. Después de prestar el servicio militar entre 1921 y 1923, se unió a la compañía "Producciones Ogasaware". El 1925 participó como asistente de rodaje en la filmación de la película Kurutta Ippeiji, dirigida por Teinosuke Kinugasa. Se unió a los Estudios Shochiku de Kioto en 1926, donde un año después acabó convirtiéndose en una cámara a tiempo completo. Fue entonces cuando comenzó a usar y crear nuevas técnicas de filmación. Sus trabajos en la película Chohichiro Matsudaira (1930) fueron los que le llevaron a ser bien conocido como especialista en efectos especiales.
1930 fue el año de su matrimonio con Masano Araki. Durante la década de los 30, Tsuburaya estuvo trabajando en varios estudios y comenzó a ser conocido por sus meticulosos trabajos. Fue en esta época cuando vio una película que lo marcaría profundamente. Después del éxito internacional con su película Godzilla, en 1954, comentó:

Cuando trabajaba en los Estudios Nikkatsu, King Kong se estrenó en Kioto y nunca pude olvidar aquella película. Pensé: "Un día haré una película de monstruos como esa"...

En 1938 se convirtió en el jefe de Técnicas de efectos visuales en la Toho Tokyo Studios, estableciendo un departamento independiente de efectos especiales en 1939.
Durante los años de la segunda guerra sino-japonesa y luego la Segunda Guerra Mundial dirigió numerosas películas de propaganda y fue el encargado de los efectos especiales para toda la producción filmográfica de la oficina propagandística, que había sido creada por el Gobierno imperial. Tras el final de la contienda, durante la ocupación norteamericana de Japón la relación de Tsuburaya con las películas de propaganda se convirtió en un obstáculo para encontrar trabajo. Debido a esto trabajó con su propia compañía, Tsuburaya Visual Effects Research, trabajando en películas de otros estudios hasta que volvió a Toho en la década de 1950. Fue a partir de los siguientes años cuando se desarrolla su etapa profesional y de mayor producción artística.
A pesar de que la religión tradicional de la familia Tsuburaya había sido el Budismo nichiren, Eiji se convirtió al Catolicismo durante sus últimos años.
Falleció de un ataque al corazón el 25 de enero de 1970.

## Trabajos
Entre sus trabajos como especialista de efectos especiales destacan Gojira, Ebira, Mosura Nankai no Daikettō (1966), King Kong Escapes (1967), y Kaijū-tō no Kessen Gojira no Musuko (1967).
Como productor participó en series como Ultra Q (1965), Ultraman (1966), y Ultra Seven (1967).